# Ta Ches
Ta Ches es una comuna (khum) del distrito de Kompung Tralach, en la provincia de Kompung Chinang, Camboya. En marzo de 2008 tenía una población estimada de 11 486 habitantes.